# 세계의사회
세계의사회(영어: World Medical Association, WMA)는 각국의 의사 중앙 단체를 회원으로 하는 독립된 국제 비정부 기구로서 전 세계 의사들을 대표하는 기구이다. 1947년 9월 18일에 창립되어 2024년 현재 회원수가 1014개국 의사회(1000만 명 이상의 의사를 대표)에 이를 정도로 확대되었다.
세계의사회는 최고 수준의 의료 윤리와 전문성을 확보하고 전 세계 의사들의 직업적 자율을 보장하기 위해 각 회원국들이 자유롭게 토론하고 적극적으로 협력할 수 있는 장을 마련해 오고 있다.  이러한 고유한 협력 체제를 통해 세계의사회는 건강한 환경에서 질적으로 우수하고 인간적인 환자 치료를 제공할 수 있도록 노력함으로써 전 세계 모든 사람들의 삶의 질을 향상시키는 것을 목표로 하고 있다.

## 설립 목표
세계의사회는 의학 교육, 의과학, 의술, 의료 윤리에 있어 최상의 국제 기준을 마련하고 전 세계 모든 사람들에 보건의료를
제공할 수 있도록 노력함으로써 인도주의에 공헌하는 것을 사명으로 하고 있다.

## 연혁
세계의사회는 1947년 9월 18일 27개국에서 파견된 의사들이 파리에 모여 제1차 세계의사회 총회를 개최함으로써 공식적으로 창설되었다. 세계의사회는 1945년 런던의 영국의사회관에서 열린 회의에서 2차 세계대전으로 활동이 중지되었던 l'Association Professionnelle Internationale des Médecins를 대체할 국제 의사회 조직을 신설하고자 계획한 데서 아이디어를 얻어 탄생하였다.
각 회원국으로부터 재정적 지원을 얻기 위해 ‘이사회(Council)’에 해당하는 세계의사회 임원진은 1948년 세계의사회 사무국을 뉴욕시에 설립하였다. 여기에는 국제연합(United Nations)과 관련 제 기관들과 보다 긴밀한 연락 관계와 네트워크를 맺고자 하는 의도도 있었다. 세계의사회 사무국은 1974년까지 뉴욕시에 소재하다가 경제적인 문제와 더불어 WHO, ILO. ICN, ISSA 등 제네바에 위치한 국제기구들과 지리적으로 인접한 위치에서 활동하기 위한 목적으로 현 소재지인 프랑스 페르니 볼테르(Ferney-Voltaire)로 옮기게 되었다. 세계의사회 회원국들은 매년 연례 회의를 통해 모였는데, 이 회의는 1962년 “세계의사총회(World Medical Assembly)”로 명명되었다.
창설 초기부터 세계의사회는 일반적 그리고 세계적 의료윤리 수준에 천착하여 전 세계 의사들을 위한 윤리 지침을 수립하는 책임을 맡아왔다. 고대로부터의 히포크라테스 선서를 현대적인 언어로 재구성한 의사 선서가 1948년 제네바에서 개최된 제2차 총회에서 논의를 거쳐 채택되었고 이는 “제네바 선언”으로 명명되었다.
제2차 총회에서는 또한 “전시 범죄와 의료”에 관한 보고서가 올라왔고, 이를 계기로 세계의사회 이사회는 연구위원회를 구성하여 ‘국제의료윤리장전(International Code of Medical Ethics)’을 수립하기 위한 준비작업을 진행하였고 집중적인 논의와 연구를 거쳐 ‘국제의료윤리장전’은 1949년 제3차 총회에서 채택되었다.
이 두 문서를 채택한 이후에도 세계의사회는 의료윤리와 의료법 분야에 있어서의 여러 문제 가운데 의료윤리 위반, 전시중 의사에 의해 자행된 범죄, 비윤리적 인체실험 관해 지속적으로 정보를 수집하였고 이는 1952년 이사회 내에 영구적인 의료윤리위원회를 설치하는 것으로 이어졌다. 의료윤리위원회는 이후 활발한 활동을 통해 세계의사회의 각종 선언문과 성명 등을 수립해 오고 있고 그러한 정책들을 지속적으로 개정해 오고 있다.

## 활동
- 건강과 관련된 인권 - 환자와 의사의 기본권을 보장하고 향상한다.
- 의료교육 - 공중보건을 위한 인간에 대한 지식과 치료 방법을 지속적으로 개선할 수 있도록 의사를 돕는 일
- 환자의 안전
- 금연, 면역 같은 의료 관련 공중보건 정책과 계획
- 특히 신생국가나 개발도상 국가에 의료 독립건물
- 지도력과 경력개발
- 의사와 환자 권리옹호
- 직장 건강과 안전
- 협력관계와 동맹

## 대한민국과 관계
대한의사협회에서는 1949년부터 가입하여 매년 총회와 이사회에 대표단을 파견하여 정책결정에 참여하고 있다.

## 같이 보기
- 대한의사협회